# Hotel Central (São Paulo)
O Hotel Central representa um marco na história arquitetônica de São Paulo, Brasil. Construído em 1915 e inaugurado na década de 20, pelo escritório do arquiteto Ramos de Azevedo, o hotel destacava-se por ser o pioneiro de São Paulo a ter quatro pavimentos.
Inicialmente o edifício foi construído com a finalidade de ser residencial ou até mesmo um escritório. No entanto acabo virando um hotel de luxo que tinha como público barões de café e emergentes comercias.
O hotel tem grande similaridade com o que encontramos na cidade de Paris. É considerado um dos melhores para reuniões e eventos, concorrendo com o antigo Salão Steinway, que fica do outro lado na avenida.
Está localizado no começo da Avenida São João, ao lado do Palácio dos Correios, na região do Vale do Anhangabaú, no centro da capital. O hotel junto a outros edifícios compõe o conjunto das edificações ecléticas que começa no edifício dos Correios e se estende até o Largo Paissandu.

## História
Inaugurado na década de 1920, o hotel Central destacava-se dos outros por ter quatro pavimentos. O Hotel Central, ao ser edificado, possuía uma estrutura muito parecida com a dos prédios que podem ser encontrados em Paris e, por causa disso, atraía muita atenção. Em pouco tempo transformou-se em um lugar tão conhecido, que começou a criar uma rivalidade com o antigo Salão Steinway, que localiza-se do outro lado da avenida. Ademais, era a primeira opção para turistas e negociantes que buscavam hospedar-se na região centro de São Paulo, além de ser procurado, também, para reuniões e eventos. Devido a isto, o Hotel Central tornou-se um marco na hotelaria da cidade no início do século XX.
Pouco tempo depois, vários outros hotéis foram chegando na Avenida São João. Entre eles, o Hotel São Bento, Hotel Britannia e o Hotel Municipal.
A decadência e a depredação da região central foram dois dos fatores que levaram o hotel a ir perdendo cada vez mais clientes. Os hóspedes passaram a optar por hotéis mais modernos como o Othon Palace Hotel, Hotel Hilton de São Paulo e o Hotel Excelsior. Fatores que levaram o Hotel Central a abaixar os preços e a qualidade dos serviços.
Outro motivo que levou o Central a fechar as portas foi a transformação do trecho Avenida São João que está em calçadão. Além da dificuldade de acesso para os hóspedes, somou-se a insegurança da região a concorrência com outros hotéis do centro.
O Hotel São Paulo fechou na década de 90, tornando incerto o futuro da edificação. Em 2007, o prédio foi comprado pelo empresário angolano Mário de Almeida.
Entre 2008 e 2009 chegou a receber alguns projetos culturais como a casa de cultura da Angola e exposições itinerantes como o Red Bull House of Art. Em 2011, o empresário angolano planejava investir 11 milhões de reais para transformá-lo em um hotel-boutique. A conclusão do projeto estava prevista para o segundo semestre de 2012.
As dependências do hotel já sofreram e ainda sofrem algumas invasões de movimentos que contribuem para a deterioração do prédio, em 2008, no térreo, chegou a funcionar uma casa de cultura angolana.

## Arquitetura

### Ramos de Azevedo
Ramos de Azevedo é o arquiteto responsável pelo projeto do Central e de muitas construções da cidade de São Paulo no período. Engenheiro-arquiteto formado em Gante, na Bélgica, ficou à frente do principal Escritório Técnico de Projeto e Construção de São Paulo, durante a última década do século XIX e as três primeiras do XX. Suas obras mais importante são orientadas pela tradição européia Beaux-Arts do estilo neoclássico e ecletismo acadêmico, dando forma à Belle Époque paulistana. Esse período de mudanças artísticas, culturais e políticas  afetou todo o país nomeia-se Belle Époque brasileira.
O Teatro Municipal de São Paulo com estilo neorrenascentista é uma de suas obras que se torna símbolo da modernidade urbana paulistana.

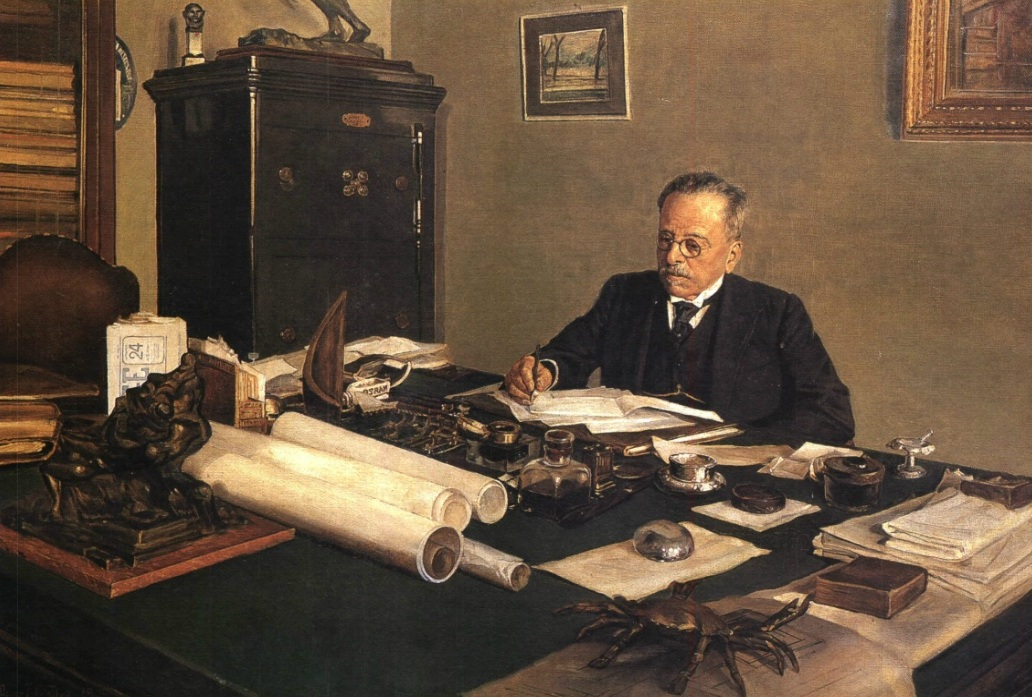
Retrato de Ramos de Azevedo, por Oscar Pereira da Silva. Acervo da Pinacoteca do Estado.

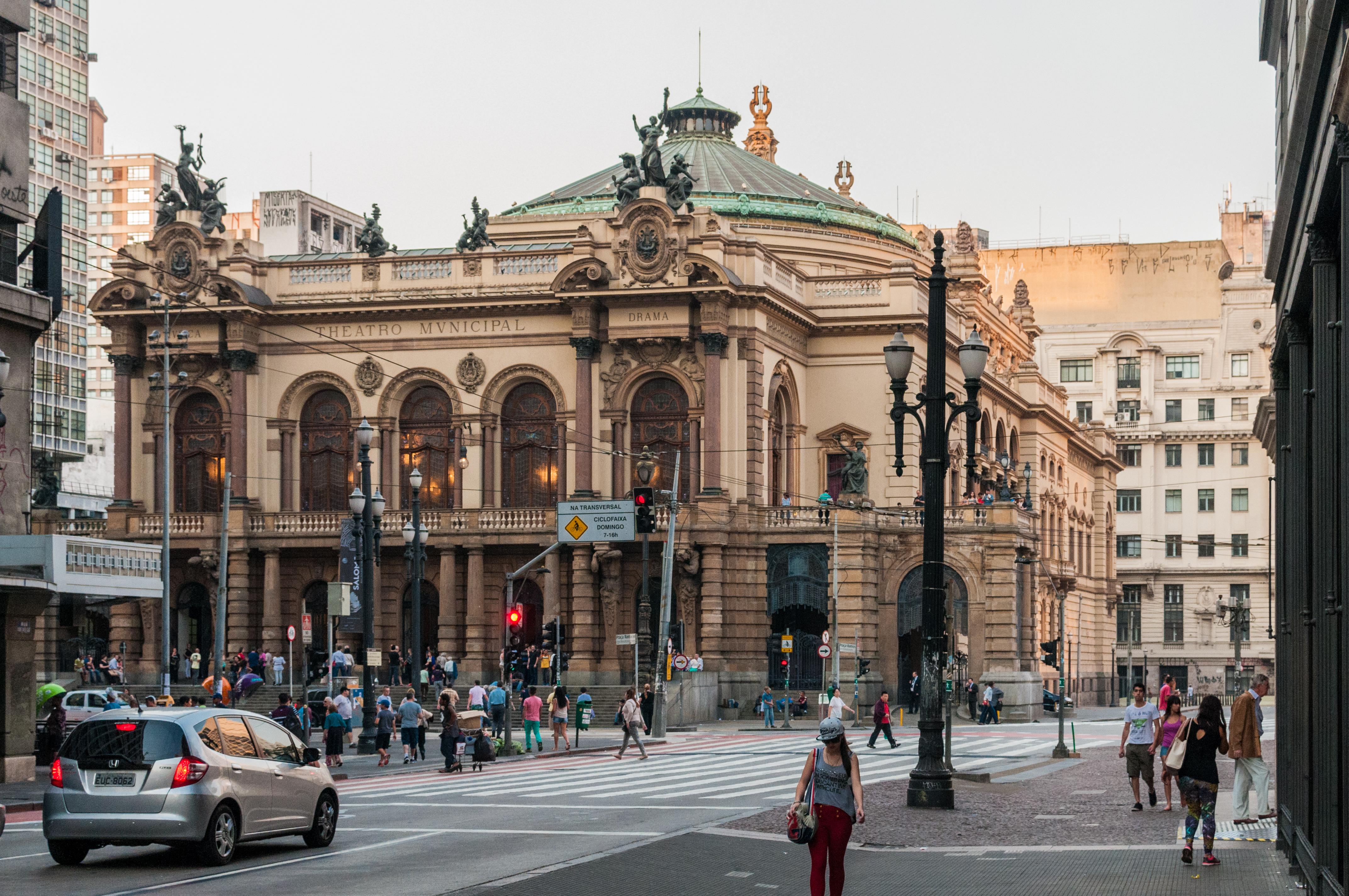
O Teatro Municipal de São Paulo, a principal casa de ópera do país.

### Características arquitetônicas
A construção tem influência da arquitetura do século XIX. Em especial, a francesa. O hotel é feito de concreto e tem vedação em alvenaria. Conta com quatro pavimentos, sendo eles divididos em: térreo, três andares e mansarda. A metragem total é 2800 metros quadrados divididos em 40 quartos. O pé direito dos corredores é alto. Os quartos tem uma metragem ampla de 4 metros quadrados. As portas tem 3,8 metros de altura.  Em seu uso original, o térreo seria destinado para uso comercial e o restante para o hotel.
Infelizmente, por causa de seus padrões mais clássicos, muitos viajantes preferiram optar por hotéis mais modernos, como Excelsior, Hilton e Othon Palace. Essa condição causou uma redução nos preços e baixa qualidade nos serviços.

## Significado histórico e cultural
A construção dos grandes hotéis na cidade acompanham um processo de modernização do começo do século XX. Ligados ao processo de expansão sócio-econômico e urbano de São Paulo. Os hotéis se instalaram nos principais locais de transformação. Na década de 20, aconteceu a instalação do Hotel Terminus, com mais de duzentos quartos, e do Hotel Esplanada. Representando o crescimento paulistano. O fortalecimento da economia industrial favoreceu o desenvolvimento urbano.
As construções possibilitaram estruturar na imagem de uma São Paulo moderna e cosmopolita, cenário de uma oligarquia agrária que adota padrão de estilo e conforto europeus, especialmente franceses.
Não há um processo específico do imóvel, segundo o DHP (Departamento do Patrimônio Histórico). No entanto, o edifício fica em uma área tombada do Vale do Anhangabaú e vizinhanças. A região tem um valor histórico, social e urbanístico representado pelos vários modos de organização do espaço urbano.  Os imóveis ali presentes tem um valor histórico-urbanístico e afetivo para a história de São Paulo. Por isso, segundo a resolução nº 37/92 do Conpresp (Conselho Municipal de Preservação do Patrimônio Histórico, Cultural e Ambiental da Cidade de São Paulo), todos os imóveis da área estao tombados. De acordo com o documento, o hotel Central fica na quadra tombada 058 na região da Avenida Sã João nº 284 a 292 com a Avenida C/Abelardo Pinto 88s e 90.

### Imagens

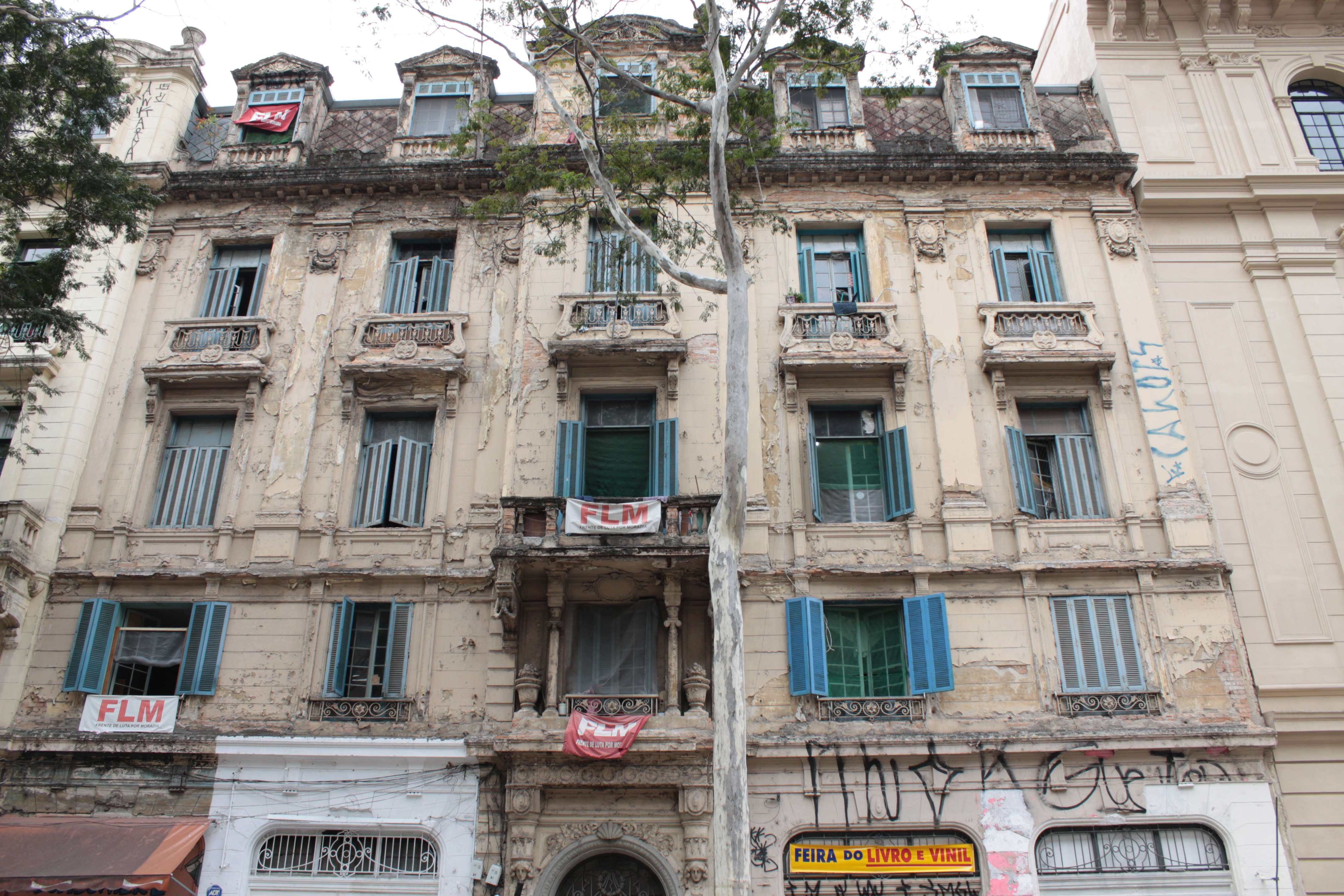
Fachada do hotel
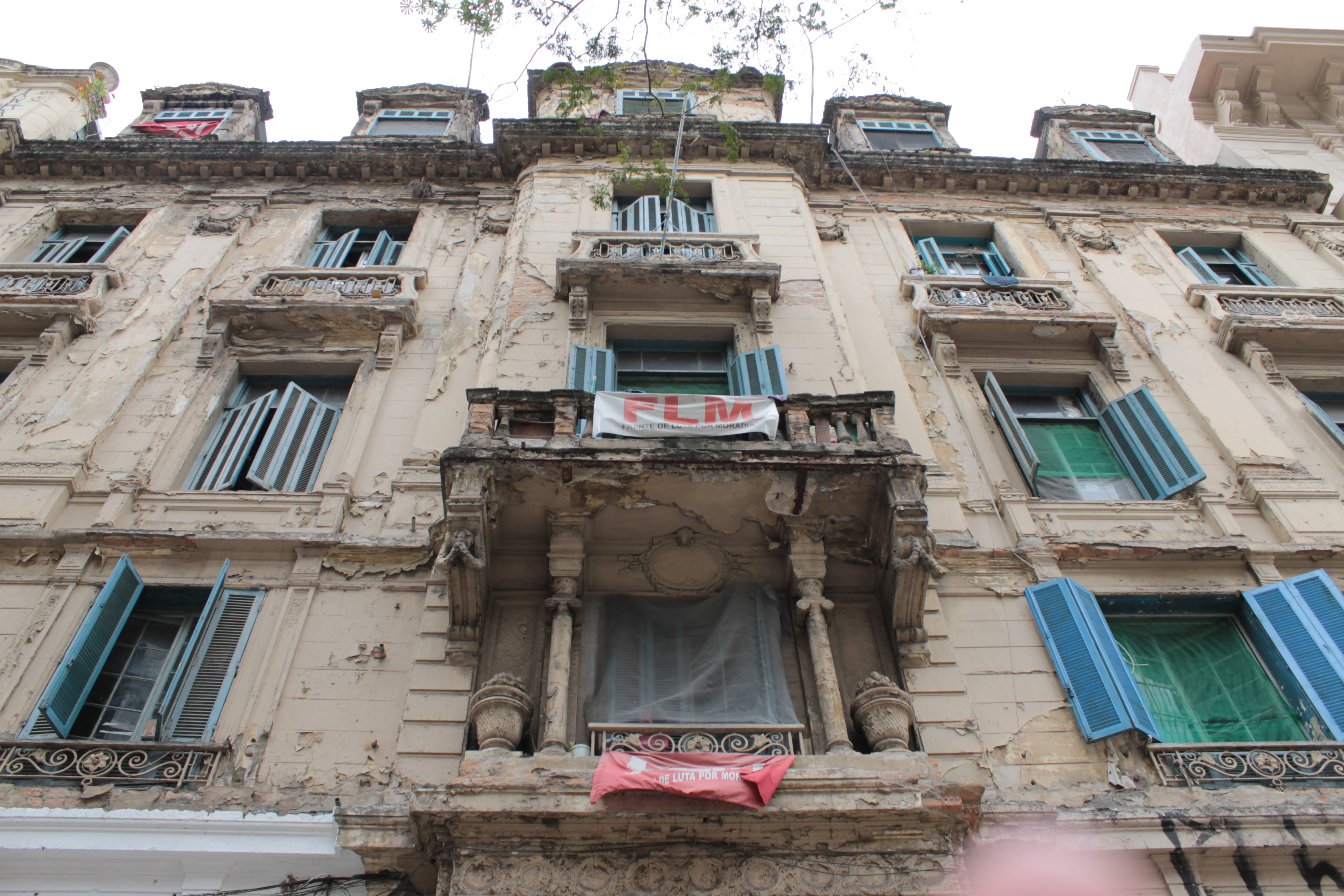
Fachada do hotel
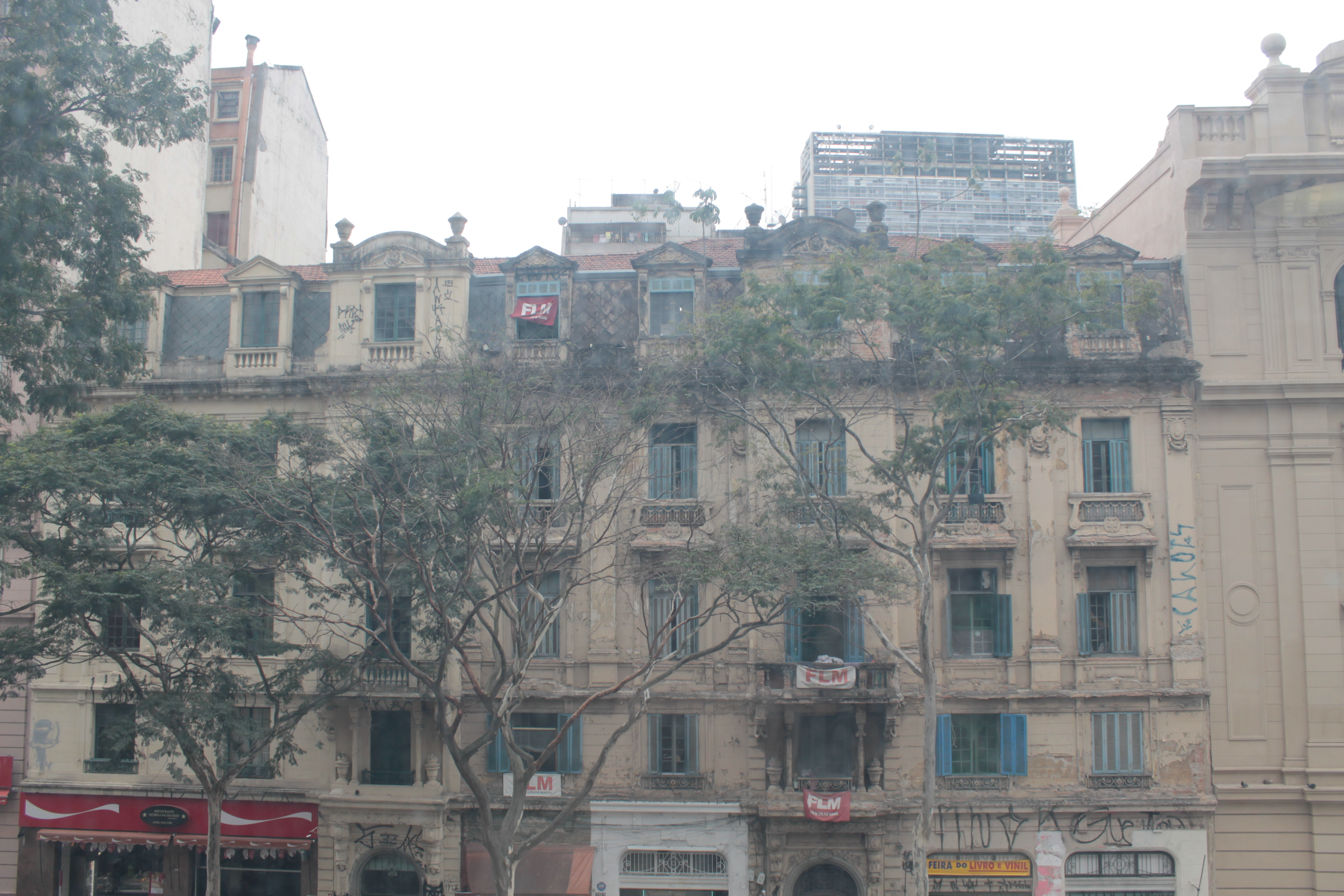
Vista do hotel da Praça das Artes
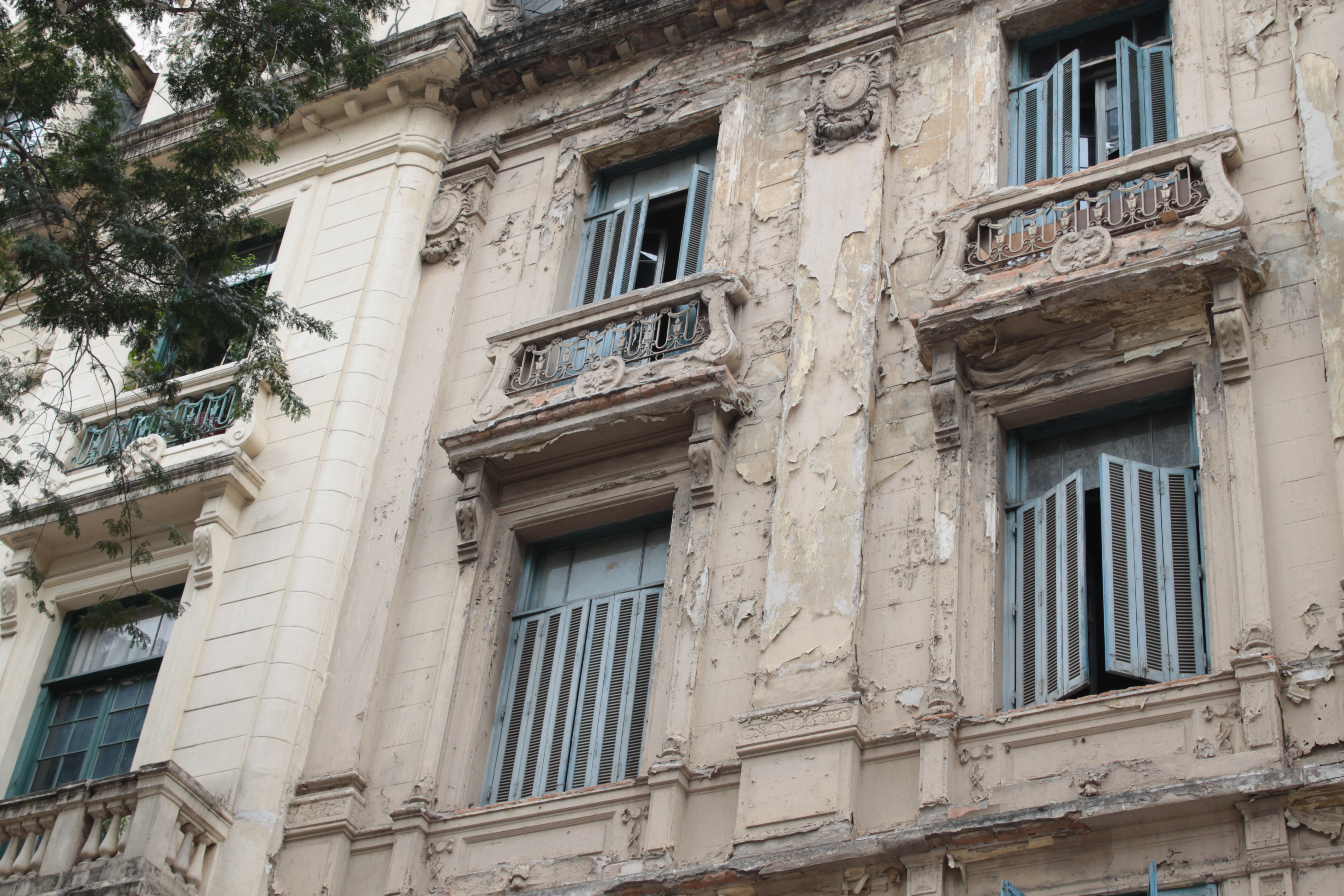
Detalhe da fachada do hotel
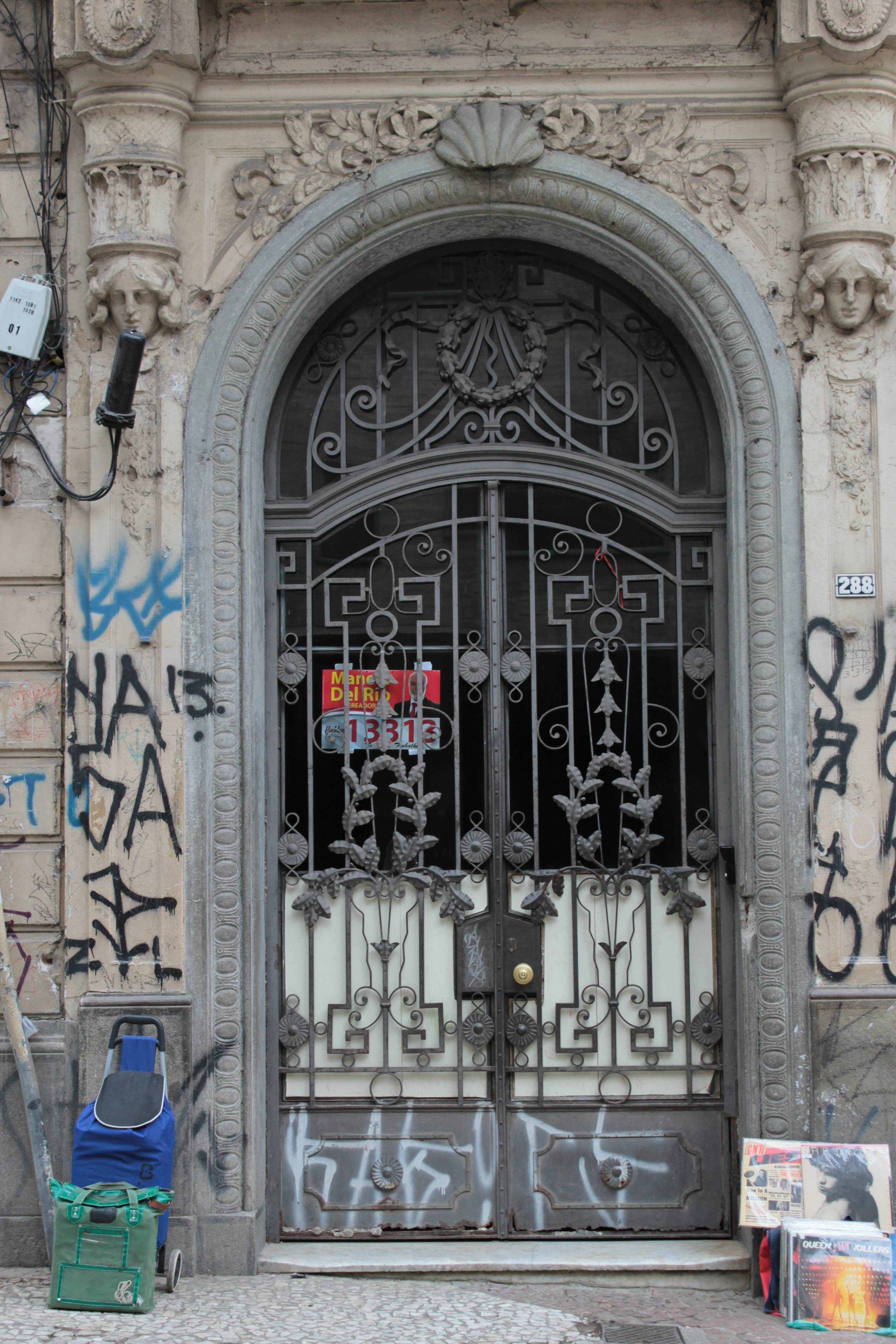
Porta principal do hotel
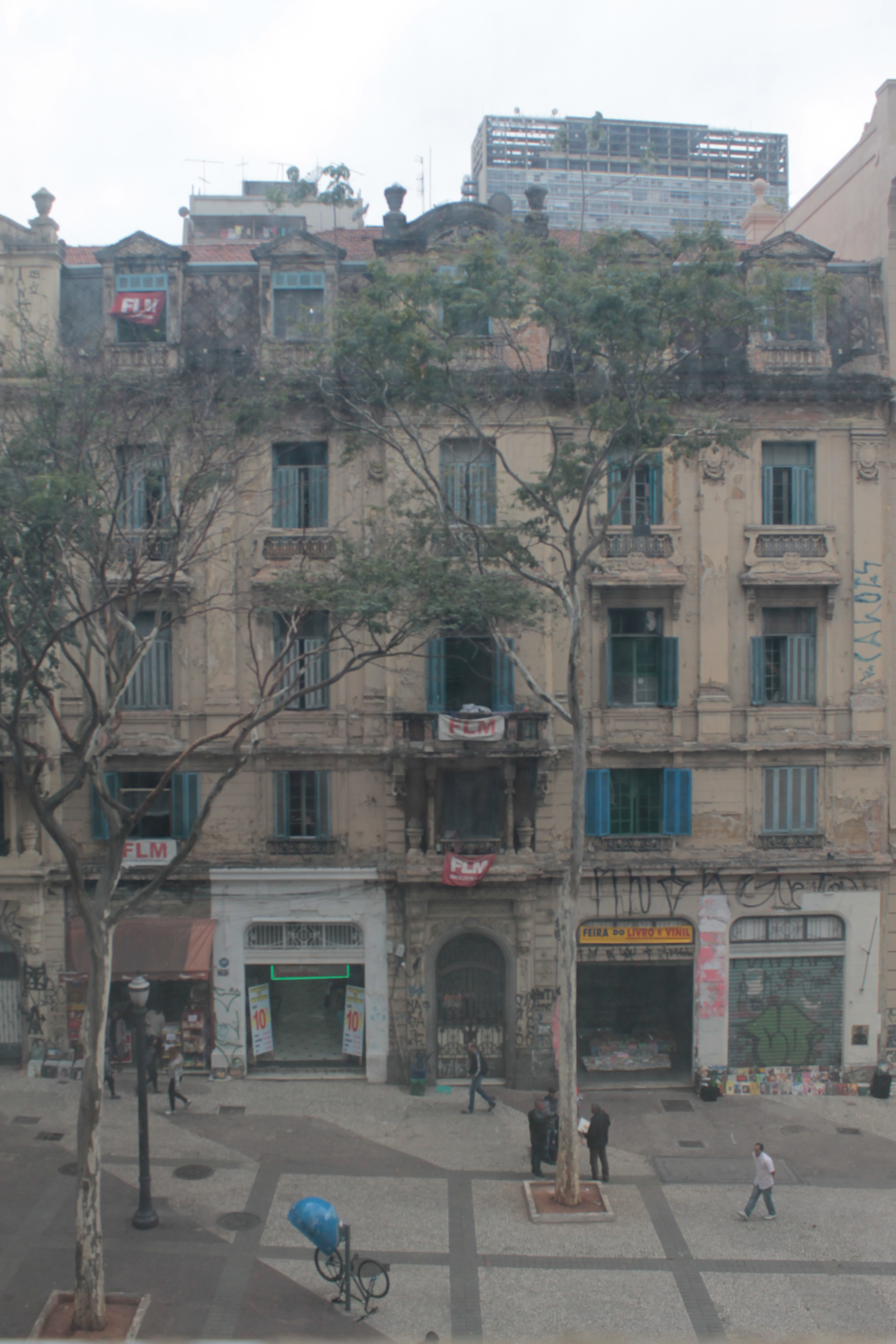
Vista do hotel da Praça das Artes